# Polychlorotrifluoroéthylène
Le polychlorotrifluoroéthylène (PCTFE ou PTFCE) est un chlorofluoropolymère thermoplastique de formule (CClF–CF2)n, où n est le nombre d'unités monomères. Il est similaire au polytétrafluoroéthylène (PTFE), sauf qu'il s'agit d'un homopolymère du chlorotrifluoroéthylène (CTFE) au lieu du tétrafluoroéthène. Il a le taux de transmission de vapeur d'eau le plus faible de tous les plastiques.

## Histoire
Il a été découvert en 1934, par Fritz Schloffer et Otto Scherer qui travaillaient chez IG Farben Company, en Allemagne.

## Appellations commerciales
Après la Seconde Guerre mondiale, le PCTFE a été commercialisé sous le nom de « Kel-F 81 » par la société MW Kellogg au début des années 1950. Le nom « Kel-F » est dérivé de « Kellogg » et « fluoropolymer ». Cette dénomination commerciale a été acquise par 3M Company en 1957 mais 3M a cessé la fabrication du Kel-F en 1996. Cette appellation est encore beaucoup utilisée dans l'industrie.
La résine PCTFE est maintenant fabriquée sous différents noms commerciaux tels que Neoflon PCTFE de Daikin, Voltalef d'Arkema ou Aclon/Aclar d'Honeywell.

## Propriétés
Le PCTFE a une résistance à la traction élevée et de bonnes caractéristiques thermiques, en particulier, il est ininflammable et sa résistance à la chaleur peut atteindre 175 °C. Il a également un faible coefficient de dilatation thermique. La température de transition vitreuse (Tv) est d'environ 45 °C.
Le PCTFE possède l'un des indices limites d'oxygène (LOI) les plus élevés. Il a une bonne résistance chimique et il présente également des propriétés telles qu'une absorption d'humidité quasi nulle,.
Il n'absorbe pas la lumière visible. Lorsqu'il est soumis à un rayonnement de haute énergie, il subit, comme le PTFE, une dégradation. Il peut être utilisé comme film transparent.
La présence d'un atome de chlore, ayant un rayon atomique supérieur à celui du fluor, entrave le compactage possible dans le PTFE. Il en résulte un point de fusion relativement plus faible parmi les fluoropolymères, autour de 210 °C–215 °C.
Le PCTFE est résistant à l'attaque de la plupart des produits chimiques et des agents oxydants, une propriété présentée en raison de la présence d'une teneur élevée en fluor. Cependant, il gonfle légèrement dans les halocarbures, les éthers, les esters et les composés aromatiques. Le PCTFE résiste à l'oxydation car il ne contient pas d'atomes d'hydrogène.

## Différences par rapport au PTFE
Le PCTFE est un homopolymère de chlorotrifluoroéthylène (CTFE), tandis que le PTFE est un homopolymère de tétrafluoroéthylène. Les monomères des premiers diffèrent structurellement de ceux des derniers par la présence d'un atome de chlore remplaçant l'un des atomes de fluor. Par conséquent, chaque unité répétitive de PCTFE a un atome de chlore à la place d'un atome de fluor. Cela explique que le PCTFE ait moins de flexibilité de chaîne et donc une Tv plus élevée. Le PTFE a un point de fusion plus élevé et il est plus cristallin que le PCTFE, mais ce dernier est plus résistant et plus rigide. Bien que le PCTFE ait une excellente résistance chimique, elle est toujours inférieure à celle du PTFE. Le PCTFE a une viscosité inférieure, une résistance à la traction et une résistance au fluage plus élevées que le PTFE.
Les procédés de transformation du PCTFE sont différents des procédés de transformation du PTFE : par moulage par compression à chaud, par injection et par extrusion, contrairement au PTFE.

## Applications
Le PCTFE trouve la majorité de son application grâce aux propriétés suivantes : la répulsion à l'eau, la très faible perméabilité au gaz notamment l'oxygène, et à sa stabilité chimique. Les films PCTFE sont utilisés comme couche protectrice contre l'humidité.
Les applications les plus courantes sont :
- barrière à l'humidité pour les emballages blister pharmaceutiques ;
- barrière à la vapeur d'eau pour protéger les revêtements au phosphore dans les lampes électroluminescentes (les produits chimiques au phosphore sont sensibles à l'humidité) ;
- protection des panneaux d'affichage à cristaux liquides (LCD), qui sont sensibles à l'humidité ;
- joints et composants cryogéniques[17].

En raison de sa stabilité chimique, il agit comme une barrière protectrice contre les produits chimiques. Il est utilisé comme revêtement et revêtement préfabriqué pour les applications chimiques. Le PCTFE est également utilisé pour stratifier d'autres polymères comme le PVC, le polypropylène, le PETG ou l'APET. Il est également utilisé dans les lunettes transparentes, les tubes, les valves, les joints d’étanchéité.
Le PCTFE est utilisé pour protéger les composants électroniques sensibles en raison de son excellente résistance électrique et de sa répulsion à l'eau. D'autres utilisations incluent les circuits imprimés flexibles et l'isolation des fils et câbles,.
Les cires, huiles et graisses de PCTFE ont un faible poids moléculaire et elles trouvent leurs applications en tant que mastics et lubrifiants inertes. Elles sont également utilisées comme fluides de flottation de gyroscope et plastifiants pour les thermoplastiques.
Le secteur de la cryogénie et des gaz liquéfiés utilise principalement des joints en PCTFE pour leur étanchéité : ce matériau est à faible absorption de gaz et résiste à des températures inférieures à −200 °C.